# 남천안 나들목
남천안 나들목(S.Cheonan IC)은 충청남도 천안시 동남구 목천읍 삼성리에 설치된 논산천안고속도로의 36번 교차로이다. 나들목 진출입로는 목천읍 소사리와 접하고 있으며, 국도 제1호선, 국도 제23호선과 입체교차로를 이루고 있다. 천안시내, 목천읍 남부 지역, 광덕면, 세종특별자치시 소정면, 전의면, 전동면, 조치원읍 등지로 진출할 수 있다. 단 세종특별자치시 소정면, 전의면, 전동면, 조치원읍, 아산시, 풍세면, KTX 경부고속철도 천안아산역 등으로 가려면 남풍세 나들목을 이용하는 것이 더 빠르고 가깝다.

## 연혁
- 2002년 12월 23일 : 논산천안고속도로 개통과 함께 영업 개시[1]

## 구조물 정보
- 위치: 충청남도 천안시 동남구 목천읍 삼성리
- 영업소: 충청남도 천안시 동남구 목천읍 천안대로 31

## 접속하는 도로
- 천안대로 (국도 제1호선, 국도 제23호선, 천안 방면)
- 세종로 (국도 제1호선, 국도 제23호선, 세종시 방면)

## 교통량 정보
| 요금소          | 통행량 (대/일) | 통행량 (대/일) | 통행량 (대/일) | 통행량 (대/일) | 통행량 (대/일) | 통행량 (대/일) | 통행량 (대/일) | 통행량 (대/일) | 통행량 (대/일) | 통행량 (대/일) | 각주  |
| 요금소          | 2002년         | 2003년         | 2004년         | 2005년         | 2006년         | 2007년         | 2008년         | 2009년         | 2010년         | 2011년         | 각주  |
| --------------- | -------------- | -------------- | -------------- | -------------- | -------------- | -------------- | -------------- | -------------- | -------------- | -------------- | ----- |
| 남천안 (폐쇄식) | 1,507          | 4,346          | 5,574          | 5,337          | 5,505          | 5,847          | 5,885          | 6,357          | 6,811          | 6,978          | [ 2 ] |
| 요금소          | 2012년         | 2013년         | 2014년         | 2015년         | 2016년         | 2017년         | 2018년         | 2019년         |                |                | [ 2 ] |
| 남천안 (폐쇄식) | 7,344          | 13,769         | 8,069          | 5,742          | 5,372          | 4,400          | 4,056          | 4,005          |                |                | [ 2 ] |